# Cratere Irene
Irene  è un cratere sulla superficie di Venere.